# Steeple Morden
Steeple Morden – wieś w Anglii, w hrabstwie Cambridgeshire, w dystrykcie South Cambridgeshire. Leży 24 km na południowy zachód od miasta Cambridge i 61 km na północ od Londynu. W 2001 miejscowość liczyła 963 mieszkańców.